# Белавенцев, Евгений Михайлович
Евгений Михайлович Белавенцев (13 декабря 1921, Красноярский край — 30 ноября 2008, Пятигорск) — советский военный деятель, гвардии полковник.

## Биография
Родился 13 декабря 1921 года в семье телеграфиста в городе Боготол Красноярского края.
В сентябре 1941 года был зачислен в Иркутское авиационно-техническое училище и весной 1942 года был отправлен на фронт; находился в войсках под Москвой и Сталинградом. Затем был направлен на учёбу в Забайкальское военное училище, готовившее командиров для подразделений специального назначения. После окончания училища лейтенант Белавенцев, в должности командира взвода конных разведчиков 368-го отдельного горно-стрелкового полка 2-й Краснознаменной Армии 2-го Дальневосточного Фронта освобождал территорию Маньчжурии, действуя на направлении Игнашино-Мохэ. «Разведывательным подразделением обеспечил полную и точную информацию о противнике, способствовал выполнению боевой задачи, поставленной перед полком» и 26 сентября 1945 года был награждён орденом Красная Звезда.
После войны он служил в ВДВ: сначала в Псковской области, потом в Грузии и Азербайджане. В 1952 году окончил Высшие офицерские курсы Воздушно-десантных войск, в 1958 году — курсы «Выстрел». 
Стал командиром батальона курсантов Рязанского военно-десантного училища и начальником курсов переподготовки офицеров Воздушно-десантных войск. Дважды участвовал в воздушных парадах в Москве — в 1948 и 1967 годах.
В 1972 году вышел в отставку. Два года работал научным сотрудником музея воздушно-десантных войск в Рязани. В 1974 году переехал в Пятигорск; стал активно участвовать в общественной и военно-патриотической работе, в 1979 году возглавил Комитет содействия военкомату, а затем стал первым руководителем вновь созданного Пятигорского Совета ветеранов; участвовал в подготовке и судействе военно-патриотических игр «Зарница» и «Орлёнок».
Умер 30 ноября 2008 года в Пятигорске и был похоронен на городском кладбище. 
В послужном списке Е. М. Белавенцева — свыше 980 прыжков с парашютом различной сложности. Был награждён четырьмя орденами Красной Звезды (26.09.1945, 31.07.1948, 30.12.1956, 10.08.1967), орденом Отечественной войны II-й степени (1985 г.), медалями «За боевые заслуги» (19.11.1951), «За победу над Германией в Великой Отечественной войне», «За победу над Японией», а также многими другими медалями, грамотами и благодарностями.
Его сын, Олег Евгеньевич Белавенцев (род. 1949) — Герой Российской Федерации (2014, за подготовку и проведение общекрымского референдума и проявленное при этом мужество).

## Память
В 2016 году в Пятигорске в музее Центра военно-патриотического воспитания молодежи прошел урок Мужества для юнармейцев, посвящённый 95-й годовщине со дня рождения ветерана-наставника Центра, почетного часового Поста № 1 города Пятигорска полковника Евгения Белавенцева. 

В Народном музее Боевой славы ЦВПВМ Пятигорска создано «Мемориальное дело Е. М. Белавенцева», в котором хранятся документы и фотографии ветерана-наставника. Отмечается, что: 
Порядочность, честь, патриотизм – этими качествами характеризуют друзья и знакомые ветерана ВОВ, Кавалера четырех Орденов Красной Звезды, Ордена Отечественной войны II степени, обладателя медалей «За отвагу», «За боевые заслуги» гвардии подполковника Евгения Михайловича Белавенцева.
В официальном ходатайстве, отправленном в 2020 году на имя  Президента России В. В. Путина о присвоении Пятигорску звания «Город воинской доблести», в приложенных документах значится имя Е. М. Белавенцева. Он упоминается как Почётный часовой Поста №1 у мемориала «Огонь вечной Славы» города Пятигорска, участник Великой Отечественной войны. 
Память о Е. М. Белавенцеве увековечена в Музейном комплексе «Дорога памяти».